# افغانستانی‌ها
افغانستانی‌ها (به پشتو: افغانان) یا مردم افغانستان به افرادی که در کشور افغانستان زندگی می‌کنند یا برای اشاره به شهروندان کشور افغانستان، بدون توجه به قومیت، زبان یا مذهب آن‌ها استفاده می‌شود. کشور افغانستان از اقوام گوناگونی مانند: پشتون‌ها، هزاره‌ها، تاجیک‌ها و ازبک‌ها تشکیل شده است. دو زبان اصلی که افغانستانی‌ها به آن‌ها صحبت می‌کنند فارسی دری و پشتو است.

## زمینه
اولین ذکر نام افغان (Abgân) توسط شاپور یکم ساسانی در سدهٔ سوم میلادی است. در سدهٔ چهارم میلادی در اسناد باختری که در شمال افغانستان یافت شد، از افراد خاصی با نام «افغان/افغانا» (αβγανανο) یاد شده است. واژهٔ «افغان» ریشه در زبان فارسی دارد و به قوم پشتون گفته می‌شود.
واژهٔ افغان به عنوان صفت نیز به معنای اهل افغانستان یا مرتبط به افغانستان است و «افغانی» به‌عنوان نام زبان یا فرهنگ آن‌ها نیز کاربرد دارد. بر اساس قانون اساسی ۱۹۶۴ افغانستان، همهٔ شهروندان افغانستان در برابر قانون از نظر حقوق و تکالیف برابر هستند. در اصل چهارم قانون اساسی جمهوری اسلامی افغانستان که تا سال ۲۰۲۱ وجود داشت، آمده است که اتباع افغانستان متشکل از اقوام پشتون، تاجیک، هزاره، ازبک، ترکمن، بلوچ، پشه‌ای، نورستانی، ایماق، عرب، قرقیز، قزلباش، گوجر، براهویی و دیگر قومیت‌های این کشور می‌شدند. در مورد واژهٔ افغان یا افغانستان اختلافات سیاسی وجود دارد: افرادی از اقوام غیرپشتون وجود دارند که کاربرد واژهٔ افغان یا افغانستان را چه به عنوان نام این کشور و چه به عنوان نام ملی خودشان رد می‌کنند. پشتون‌هایی هم در پاکستان هستند که مایلند اصطلاح افغان در مورد آن‌ها گفته شود.
نام قوم افغان پیش از تشکیل دولت ملی در این منطقه، برای اشاره به قوم پشتون استفاده می‌شد. به دلیل تغییر در شکل و ماهیت سیاسی منطقه، به مانند ترسیم مرز توسط بریتانیا میان این سرزمین و پاکستان (هند بریتانیایی آن دوران) شرایط ژئوپلتیک و سیاسی تازه‌ای در این منطقه پدید آمد و حکام پشتون این اصطلاح را به هویت ملی همهٔ مردم منطقه تبدیل کردند.

## اقوام

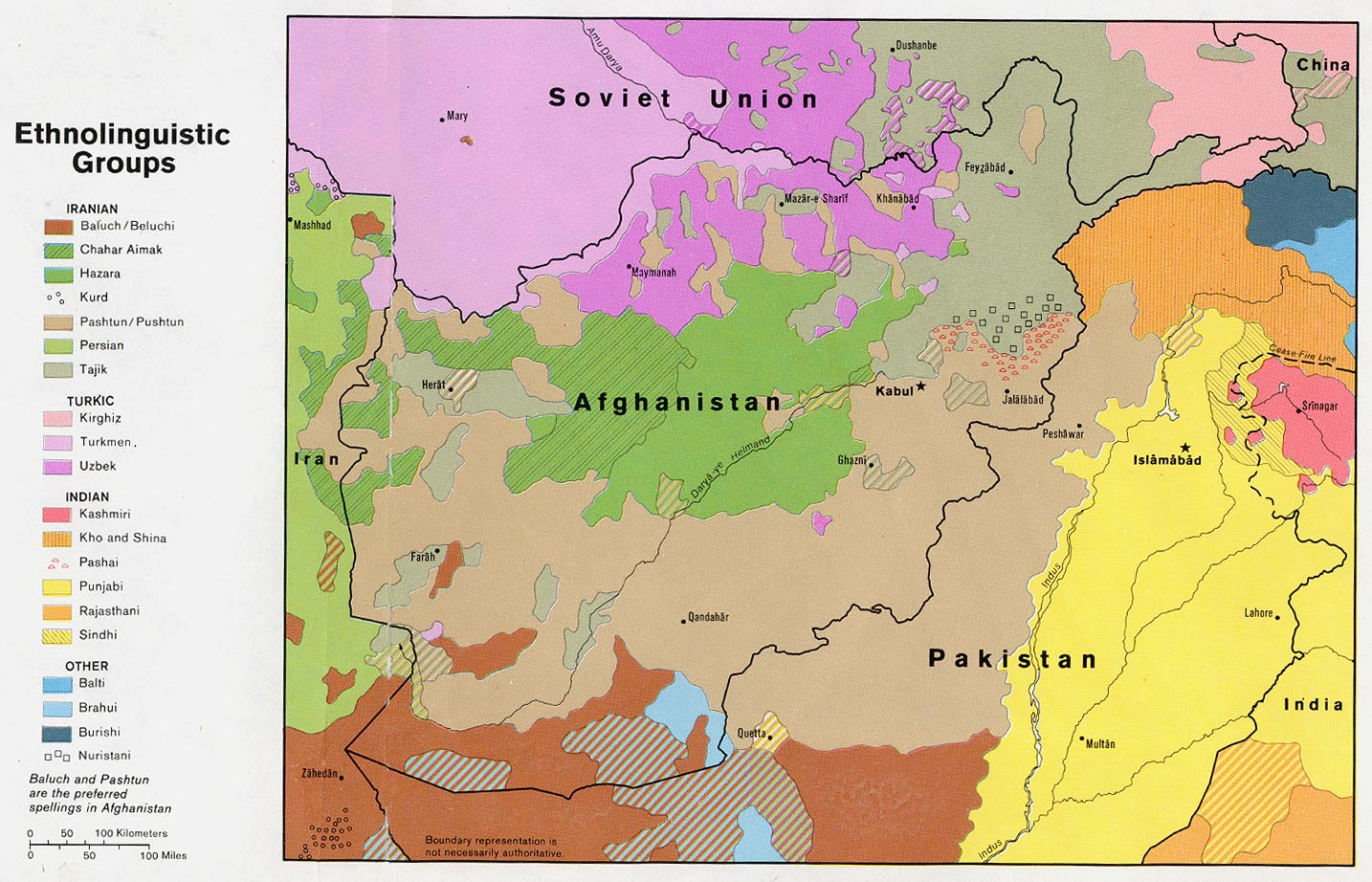
گروه‌های قومی در افغانستان و اطراف آن در سال ۱۹۸۲

افغانستانی‌ها از اقوام مختلف هستند. بزرگ‌ترین اقوام آن پشتون‌ها، تاجیک‌ها، هزاره‌ها و ازبک‌ها هستند که این چهار قوم کمابیش ۹۵ درصد جمعیت افݝانستان را تشکیل می‌دهند.

## ادیان

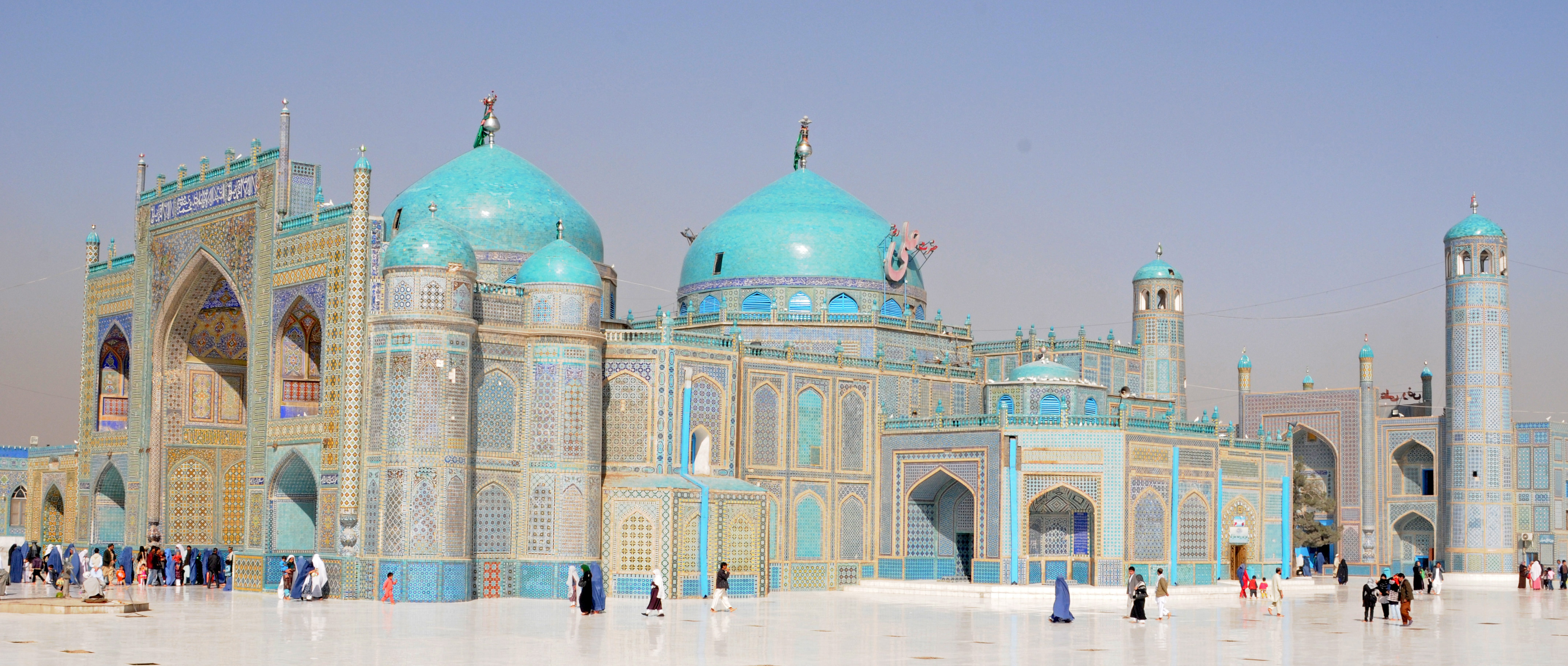
مسجد کبود، در شهر مزارشریف، ولایت بلخ

مردم افغانستان عمدتاً و به‌طور سنتی پیرو اسلام اند و شامل سنی و شیعه می‌شوند که بیشتر آن‌ها از شاخهٔ سنی می‌باشند. سایر اقلیت‌های مذهبی شامل هندوها، سیک‌ها، زرتشتی‌ها، یهودی‌ها و مسیحی‌ها هستند.

## فرهنگ
فرهنگ افغانستان برای بیش از سه‌هزار سال وجود داشته است که به دوران شاهنشاهی هخامنشی در حدود ۵۰۰ پ. م بازمی‌گردد. افغانستانی‌ها ویژگی‌های فرهنگی مشترک با مناطق اطرافشان دارند و ویژگی‌هایی هم دارند که مناطق اطراف متفاوت است و هر یک از ۳۴ ولایت افغانستان دارای فرهنگ‌های متمایز منحصربه‌فرد خودشان اند که بخشی از آن ناشی از موانع جغرافیایی است که کشور را تقسیم کرده است. فرهنگ افغانستان از نظر تاریخی به ایران نزدیک است، از جمله این که هر دو کشور پیرو دین اسلام، گاه‌شماری هجری خورشیدی هستند و به زبان‌های یکسان صحبت می‌کنند، این به دلیل نزدیک بودن ایران و افغانستان از نظر فرهنگی به یکدیگر برای هزاران سال است.

## هویت‌ملی
واژهٔ افغان از سوی پارسی‌وانان و فارسی‌زبانان به پشتون‌ها گفته می‌شود. پس از استیلای قوای افغان توسط درانی‌ها بر مناطق تحت کنترل ایران در شرق و امپراتوری گورکانی در جنوب و جنوب‌شرق این واژه عمومیت یافت و به این سرزمین افغانستان گفته شد.
کشور افغانستان با مرزهای موجود آن در قرن نزدهم شکل گرفت. مرزهای کنونی افغانستان عمدتاً در زمان حکومت عبدالرحمن (۱۸۸۰–۱۹۰۱) تعیین شد. نام افغانستان پیش از آن هم در اسناد تاریخی وجود داشت، اما جغرافیای آن خیلی مشخص نبوده است.
براساس منابعی مانند تواریخ خورشید جهان (۱۸۹۴)، تاج‌التواریخ ([۱۳۲۰ق] ۱۳۷۵خ) و سراج‌التواریخ (۱۳۳۱ ق)، در گذشته «افغان» به قوم «پشتون» گفته می‌شد. به باور حسن کاکر (۱۳۵۷)، «از مدتی است که این نام به قدری عام گردیده است که نه تنها پشتون‌ها خود را افغان می‌گویند بلکه افراد منسوب به هر دسته دیگر عرقی بدون ملاحظه لسان، دین و مذهب افغان نامیده می‌شوند».
در ۹۵ سال تاریخچه قانونگذاری افغانستان مرجع وضع قوانین اساسی، به‌جز «اصول اساسی جمهوری دموکراتیک»، که «شورای انقلابی» دولت وقت در ۱۳۵۹ تصویب کرد، مجمع بزرگان محلی موسوم به «لویه جرگه» و پادشاه یا رئیس‌جمهوری بوده‌اند. قوانین عادی در این مدت با فرمان تقنینی یا با تصویب پارلمان و امضای پادشاه یا رئیس‌جمهوری نافذ شده‌اند.
در تاریخچه قانون‌گذاری افغانستان چند نوع قانون دربارهٔ «تابعیت» و «هویت شهروندی» احکامی داشته که موضوع هویت رسمی شهروندان هم در آنها مطرح شده است: قانون اساسی، قانون تابعیت، قانون تذکره تابعیت و قانون ثبت احوال نفوس. احکام این قوانین در دوره‌های مختلف دربارهٔ واژه «افغان» نسبتاً متفاوت بوده است.
«نظامنامه اساسی»، نخستین قانون اساسی افغانستان در ۱۳۰۱ همه افراد ساکن کشور را دارای «صفت تابعیت افغانیه» خواند. این عبارت در «اصول اساسی» ۱۳۱۰ تکرار شد. هنوز «تابعیت» شامل مفهوم «هویت» نبود. اما قانون اساسی ۱۳۴۳ تصریح کرد که «بر هر فرد» دارای تابعیت افغانستان «کلمه افغان اطلاق می‌شود». قوانین اساسی ۱۳۵۵ و ۱۳۸۲ هم آن را تکرار کردند.
برعلاوه محمد داوود، نخستین رئیس‌جمهوری افغانستان، در زمان حاکمیتش استفاده از نام قومیت و نام‌های خانوادگی را در اسناد رسمی ممنوع ساخت.
اما قوانین اساسی دوره حاکمیت حزب دموکراتیک خلق (۱۳۵۹، ۱۳۶۶ و ۱۳۶۹) در این مورد ساکت بودند. در این قوانین هیچ ذکری دربارهٔ هویت شهروندان نشد، اما در عوض بر مفاهیم «ملیت» و «کثیرالملیت» بودن جامعه و اقوام کشور تأکید شد. در این دوره واژه «ملیت» در مورد اقوام کشور به کار می‌رفت.
نگاه قانونگذاران به واژه افغان در قوانین عادی هم به همین صورت متفاوت بوده است. در «نظامنامه تذکره نفوس و اصول پاسپورت و قانون تابعیت» سال ۱۳۰۳، که در واقع یک قانون بود، اگرچه عبارت «تبعه افغانیه» ذکر شد، اما مفهوم آن را تعریف و تصریح نکرد و دربارهٔ محتوای «تذکره» (شناسنامه) هم توضیحی نداد.
اما ظاهراً این «اصول تابعیت» مصوب ۱۳۱۵ بود که برای نخستین بار تصریح کرد که «عموم افرادی که در افغانستان اقامت می‌کنند، افغان و تبعه افغان هستند». با وجود این، هنوز هویت رسمی اتباع در شناسنامه‌های آنها مطابق «اصول‌نامه تذکره تابعیت» ۱۳۱۷ شامل «اسم، ولدیت، سکونت، عمر، محل ولادت، چهره، صنعت و خدمت» بود.
تعریف «هویت» در «قانون ثبت احوال نفوس و احصائیه حیاتی» ۱۳۵۶ مشخص شد که عبارت بود از «شهرت، خصوصیات جسمانی و اجتماعی، اقتصادی و محل سکونت شخص». مطابق این هویت شناسنامه‌ای شامل «اسم و اسم فامیلی یا تخلص، اسم پدر، اسم پدر کلان، محل تولد، تاریخ تولد و عمر، دین، شغل، جنس (مرد، زن)، حالت مدنی (مجرد، متأهل، بیوه، مطلقه)» می‌شد.
در «قانون تابعیت جمهوری دموکراتیک افغانستان» ۱۳۶۵ عبارت «تابعیت افغانی» با تعریف «ارتباط سیاسی و حقوقی شخص با دولت جمهوری دموکراتیک افغانستان» آمد. در این قانون ذکری از واژه «افغان» به عنوان هویت رسمی شهروندان نشده است.
به دنبال این راه طولانی، قانونگذاران در مجلس نمایندگان به دنبال حدود دو سال جدال‌های داغ، در بهار ۱۳۹۲ توافق کردند که در شناسنامه الکترونیکی بدون عنوان «ملیت» و «قومیت» باشد. مجلس سنا این مصوبه را رد کرد، اما کمیته مختلط هر دو مجلس در یازدهم جدی/دی ۱۳۹۲ مصوبه مجلس نمایندگان را تأیید کرد.
مطابق قانون، مصوبه مجلس که به تأیید کمیته مشترک هر دو مجلس رسیده بود، نیاز به امضای رئیس‌جمهوری نداشت، اما حامد کرزی، رئیس‌جمهوری وقت، از ابلاغ این مصوبه به وزارت عدلیه/دادگستری خودداری کرد و در نتیجه تا پایان کار او به عنوان رئیس‌جمهوری هرگز به اجرا درنیامد.
تا کم‌تر از یک سال پس از تصویب این قانون، اشرف غنی، رئیس‌جمهوری فعلی به عنوان یکی از وعده‌های انتخاباتی خود آن را در نخستین روز کاری خود در دهم قوس/آذر ۱۳۹۳ به وزارت عدلیه ابلاغ ولی از اجرای آن خودداری کرد. این قانون حدود دو سال عملاً معلق بود.
آقای غنی در ۱۲ حوت/اسفند ۱۳۹۵ با صدور فرمان تقنینی دستور داد که با تغییر قانون ثبت احوال نفوس سه ردیف با عنوان‌های «دین»، «قوم» و «ملیت» در شناسنامه‌های جدید افزوده شود تا راه برای درج واژه «افغان» به عنوان هویت شناسنامه‌ای آنها باز شود. این فرمان در سال ۱۳۹۶ به شورای ملی فرستاده شد تا به قانون تبدیل شود.
مجلس نمایندگان به دنبال بحث‌های داغی فرمان آقای غنی را در ۸ عقرب/آبان گذشته رد کرد، اما به دنبال رأی مثبت مجلس سنا در ۲۷ قوس/آذر، فرصت تصمیم‌گیری نهایی در اختیار کمیته مشترک ۱۶ نفره هر دو مجلس قرار گرفت. این کمیته با آراء ۸ عضو سنا و ۴ عضو مجلس نمایندگان فرمان آقای غنی را تأیید کرد تا هویت رسمی شهروندان «افغان» شود.

## بیشتر خواندن
- Fikrat, Mohammad Asef; Umar, Suheyl (2008). "Afghan".  In Madelung, Wilferd; Daftary, Farhad (eds.). Encyclopaedia Islamica Online. Brill Online. ISSN 1875-9831.